# Sonic Drive-In

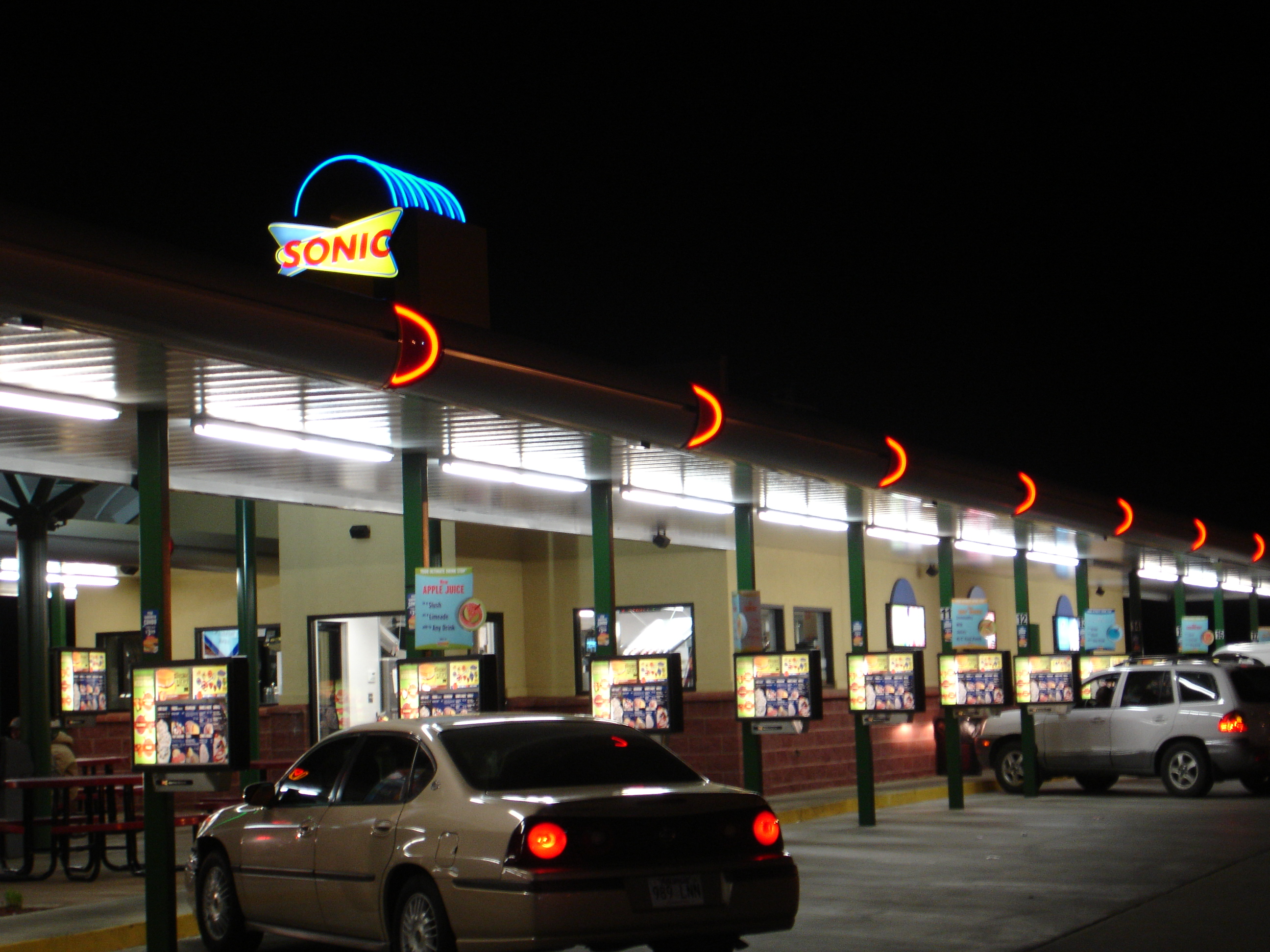
Un Sonic Drive-In de Jacksonville, en Arkansas.

Sonic Drive-In es una cadena estadounidense de comida rápida, con servicio drive-in, con sede en Oklahoma City, Oklahoma. Fundada por Troy Smith en los años 1950, la marca es conocida sobre todo por sus camareras en patines sobre ruedas. La cadena organiza cada año una competición a nivel nacional entre sus empleados para determinar el mejor patinador.

## Historia
En 2011 la cadena, que cotizaba en NASDAQ bajo el código SONC, contaba con un total de 3561 restaurantes repartidos en 43 estados.
En 2018 la cadena fue comprada por Inspire Brands por 2,3 mil millones de dólares.